# Öster-Skinnsjön
Öster-Skinnsjön är en sjö i Ånge kommun i Medelpad och ingår i Ljungans huvudavrinningsområde. Sjön har en area på 1,46 kvadratkilometer och ligger 262 meter över havet.